# Des inconnues
 (avril 2021).
Si vous disposez d'ouvrages ou d'articles de référence ou si vous connaissez des sites web de qualité traitant du thème abordé ici, merci de compléter l'article en donnant les références utiles à sa vérifiabilité et en les liant à la section « Notes et références ».
Des inconnues est un roman de Patrick Modiano paru le 2 février 1999 aux éditions Gallimard.

## Résumé
Une dactylo lyonnaise est refusée dans un casting de mannequins. Elle emprunte le train de nuit pour Paris où elle va devenir la maîtresse d'un homme aux activités louches. Dans une autre région, une jeune femme d'Annecy décide un soir de ne plus retourner au pensionnat. D'abord demoiselle de compagnie d'une riche vieille dame, elle devient baby sitter de deux enfants. Mais avec leur père, l'affaire tourne mal. La troisième Inconnue arrive de Londres à Paris où elle s'installe dans un atelier prêté par un ami, situé près de la porte de Vanves, près des abattoirs de chevaux. Elle fait la connaissance d'un « professeur de philosophie » qui l'introduit dans une sorte de cercle mystique.

## Personnages
Les Inconnues ne seront jamais nommées dans l'ouvrage.
- Inconnue numéro 1 : jeune Lyonnaise venue à Paris sur un coup de tête. Il est aussi question de Guy Vincent, photographe (de son vrai nom Alberto Zymbalist), la belle Mireille de Maximoff.
- Inconnue numéro 2 : rejetée par ses parents, elle fuit le pensionnat et survit en effectuant des petits boulots. Déambulation dans les rues et les cafés d'Annecy. Elle fait la connaissance de Lefon, Orsini, Gaëlle mais aussi Eliette El Koutoub, femme riche qui l'emploie.
- Inconnue numéro 3 : arrive de Londres à Paris, traîne, devient dactylo fréquentant un groupe mystico-philosophique.

## Éditions
- Coll. « Blanche », éditions Gallimard, 1999,  (ISBN 2070754936)